# Max Burchardt (Mediziner)
Max Burchardt (15. Januar 1831 in Naugard in Pommern; † 25. September 1897 in Berlin) war ein deutscher Augenarzt und Dermatologe. Burchardt war Generalarzt in der Preußischen Armee sowie Dozent an der Universität Berlin, der Universität Königsberg und an der Charité.

## Leben
Burchardt wurde als Sohn eines Gefängnisdirektors geboren. Er besuchte die Gymnasien in Guben und Schulpforta und bezog 1851 die Kaiser-Wilhelm-Akademie für das militärärztliche Bildungswesen in Berlin. Nach der erfolgreichen Absolvierung wurde er als Unterarzt an die Charité abkommandiert. 1855 promovierte er zum Dr. med. mit einer Dissertation über Bauchwassersucht. 1857 bestand Burchardt die Staatsprüfung.
In den folgenden Jahren wurde Burchardt in verschiedenen Garnisonen als Truppenarzt beschäftigt, bis er als Stabsarzt an die Charité nach Berlin zurückversetzt wurde. Wichtig für ihn wurde eine wissenschaftliche Reise im Auftrag der Armee von September 1862 bis März 1863 nach England, Frankreich und Belgien. Solche Bildungsreisen waren zur damaligen Zeit eine ständige Einrichtung, die von zahlreichen Armeemedizinern wahrgenommen wurde. 1864 habilitierte sich Burchardt an der medizinischen Fakultät der Berliner Universität als Privatdozent. 1866 nahm er am Feldzug in Böhmen während des Deutschen Krieges teil. Ein Jahr später, bis 1874, wurde er nach Königsberg als Garnisonarzt versetzt. Auch hier habilitierte er sich an der Königsberger Universität als Privatdozent der Medizin. Am Deutsch-Französischen Krieg 1870 bis 1871 nahm Burchardt als Regimentsarzt teil.
1874 kehrte er nach Berlin zurück, wo er in verschiedenen Stellungen unter anderem als Oberstabsarzt an der Militärturnanstalt sowie als Chefarzt des 1. Berliner Garnisonlazaretts beschäftigt war. 1881 wurde Burchardt leitender Arzt einer Abteilung für Augenkranke an der Charité und lehrte neben der Augenheilkunde auch über Haut- und Geschlechtskrankheiten. 1890 erhielt er den Titel eines Professors. 1895 leitete er kurzzeitig nach dem Rücktritt von Georg Lewin dessen Klinik bis mit der Berufung von Edmund Lesser ein Nachfolger gefunden wurde. 1895 gehörte Burchardt zu den Mitbegründern der Berliner Ophtalmologen-Gesellschaft, die er als erster Vorsitzender bis zu seinem Tod geleitet hat. 1896 schied er als Generalarzt aus dem Militärdienst aus. Max Burchardt starb am 25. September 1897, im Alter von 66 Jahren, in Berlin an einer Lungenentzündung. Nach ihm sind die Burchardt-Körperchen, rundliche gallertige Partikel, die bei Trachomen im Bindehautsekret enthalten sind, benannt.
Burchardt hinterließ ein umfangreiches Schrifttum von über 60 Fachveröffentlichungen. Er schrieb als Mitautor für die Jahresberichte von Rudolf Virchow und August Hirsch bzw. für Virchows Archiv und die Charité-Annalen. Zahlreiche kleinere Arbeiten veröffentlichte er über Schutzpockenimpfung, Keuchhusten, venerische Krankheiten bei Männern und über Krätze. Er selbst konstruierte einen Sprayapparat zur Behandlung der Atmungsorgane, ein sogenanntes Doppelplessimeter und einen neuen Refraktionsaugenspiegel. Als selbstständige Werke erschien 1869 Internationale Sehproben, das bereits 1893 in vierter Auflage erschien, und 1875 die Monografie Praktische Diagnostik der Simulation, das 1878 zum zweiten Mal aufgelegt wurde.

## Veröffentlichungen (Auswahl)
- Ueber eine bei Chloasma vorkommende Pilzform. Berlin 1859.
- Ueber Soor und den dieser Krankheit eigenthümlichen Pilz. Berlin 1863.
- Ueber Sehproben. Berlin 1869.
- Internationale Sehproben. Berlin 1869.
- Praktische Diagnostik der Simulation. Berlin 1875.
- Neues Verfahren zur Bestimmung der Refraction in aufrechten Bilde. 1883.